# Arenys de Mar
Arenys de Mar je obec v Katalánsku v comarca Maresme. Leží 40 km od Barcelony.
Sousedí s obcemi Caldes d'Estrac, Mar Mediterrani, Canet de Mar, Arenys de Munt Sant Iscle de Vallalta a Sant Vicenç de Montalt.
Santa Maria Arenys dnes Arenys de Mar, je ve srovnání s mnoha městy Katalánska mladé, má pouhých 400 let. Je městem od roku 1599 a mělo velký námořní význam v 18. a 19. století.

## Památky
- Kostel Santa Maria d'Arenys de Mar
- Torre dels Encantats
- Montcalvari

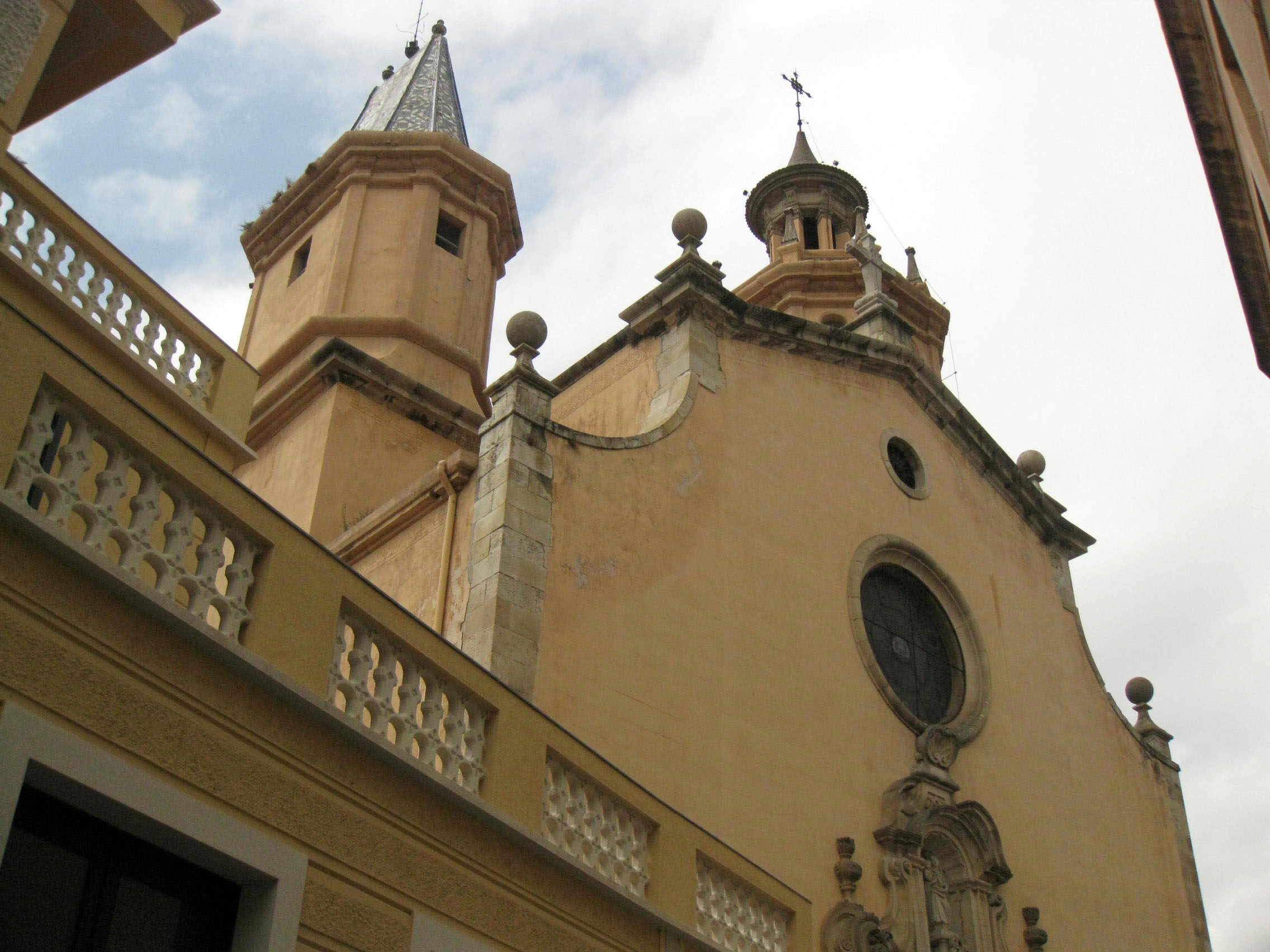
Santa Maria d'Arenys de Mar
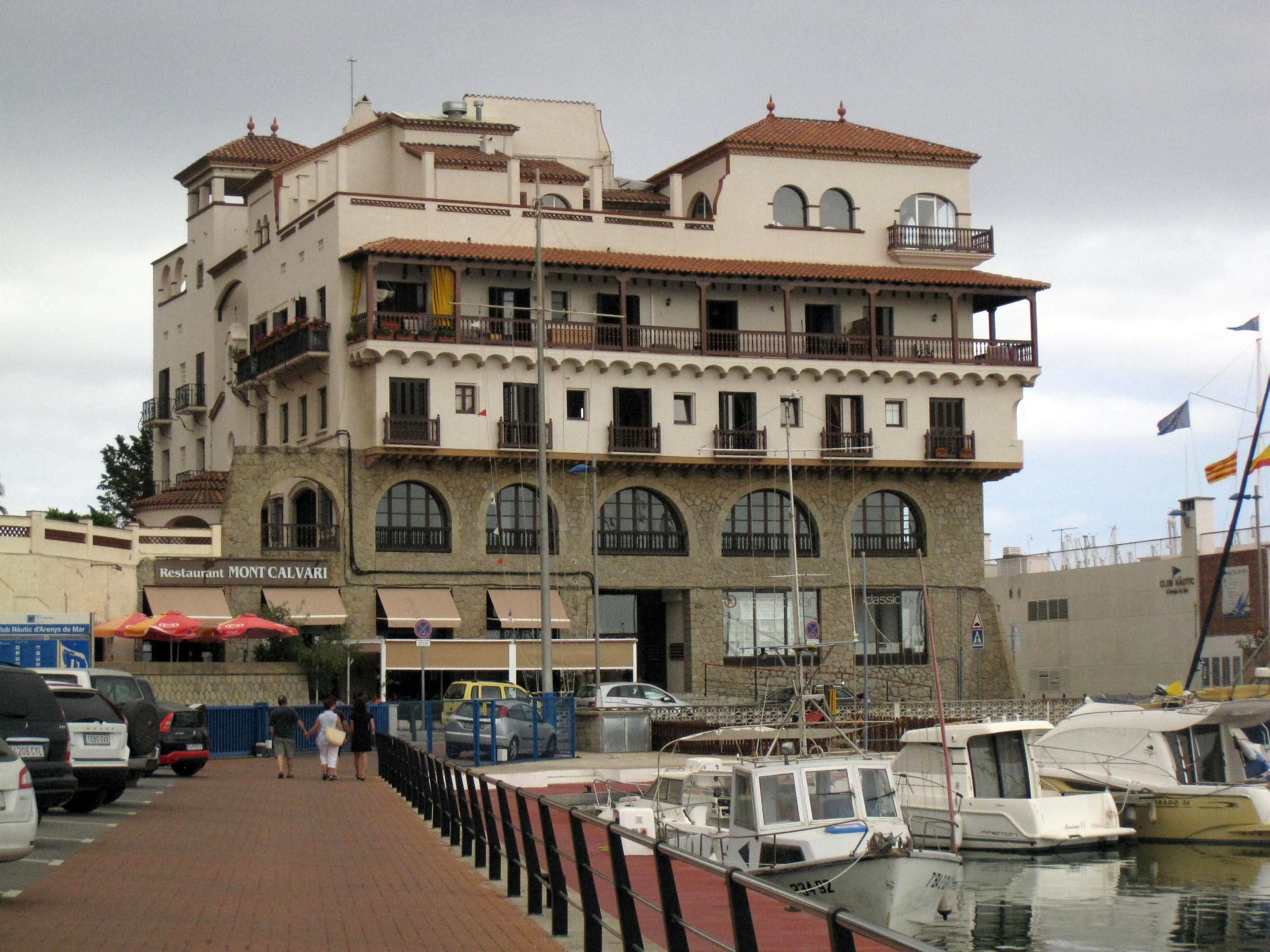
Montcalvari

## Vývoj počtu obyvatel
| Rok            | 1900 | 1930 | 1950 | 1970 | 1990  | 2000  | 2010  |
| Počet obyvatel | 4618 | 5702 | 6477 | 8325 | 11057 | 12610 | 14668 |

## Osobnosti
- Pep Quintana i Riera, spisovatel
- Joan Draper i Fossas (1889-1970), spisovatel